# Monumento nacional de Colorado

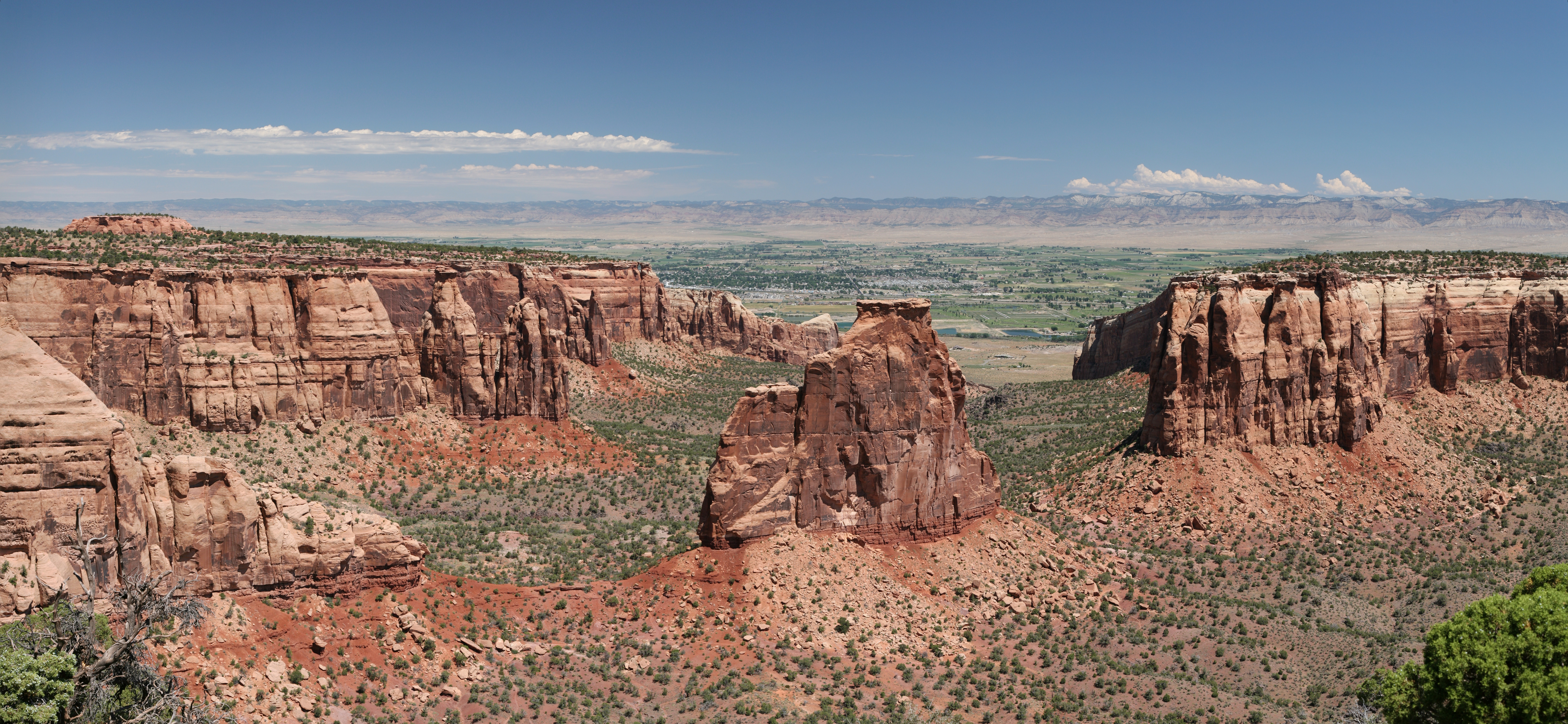
Independence Monument

El monumento nacional Colorado (en inglés: Colorado National Monument o The Monument) es un monumento nacional de los Estados Unidos localizado en la parte occidental del estado de Colorado, siendo conocido por sus formaciones de piedra arenisca coloridas y erosionadas, sus elevados monolitos y los escarpados cañones. 
Fue establecido el 24 de mayo de 1911 por proclamación presidencial del presidente William Howard Taft y protege una superficie de 83 km². Es administrado por el Servicio de Parques Nacionales (NPS).
Se han encontrado en esta zona fósiles de dinosaurio y leños petrificados. Un borde de piedras faldea las paredes del cañón, el cual se eleva por más de 2.000 m.